# Огузький район
Огузький район (азерб. Oğuz rayonu) — один із 66 районів Азербайджану. Розташований на півночі країни та належить до Шекі-Загатальського економічного району. Межує з районами Шекінським, Кабалинським, Агдашським, та Російською Республікою Дагестан. Столицею і найбільшим містом є Огуз. Станом на 2020 рік у районі проживало 44 700 осіб.

## Розташування
Огузький район розташований на південних схилах Великого Кавказу. Найвища точка регіону — гора Малкамуд (3879 м). Це кордон з Російською Федерацією на півночі, з Габалою на сході, Шекі на заході та з Агдашем на півдні.

## Історія

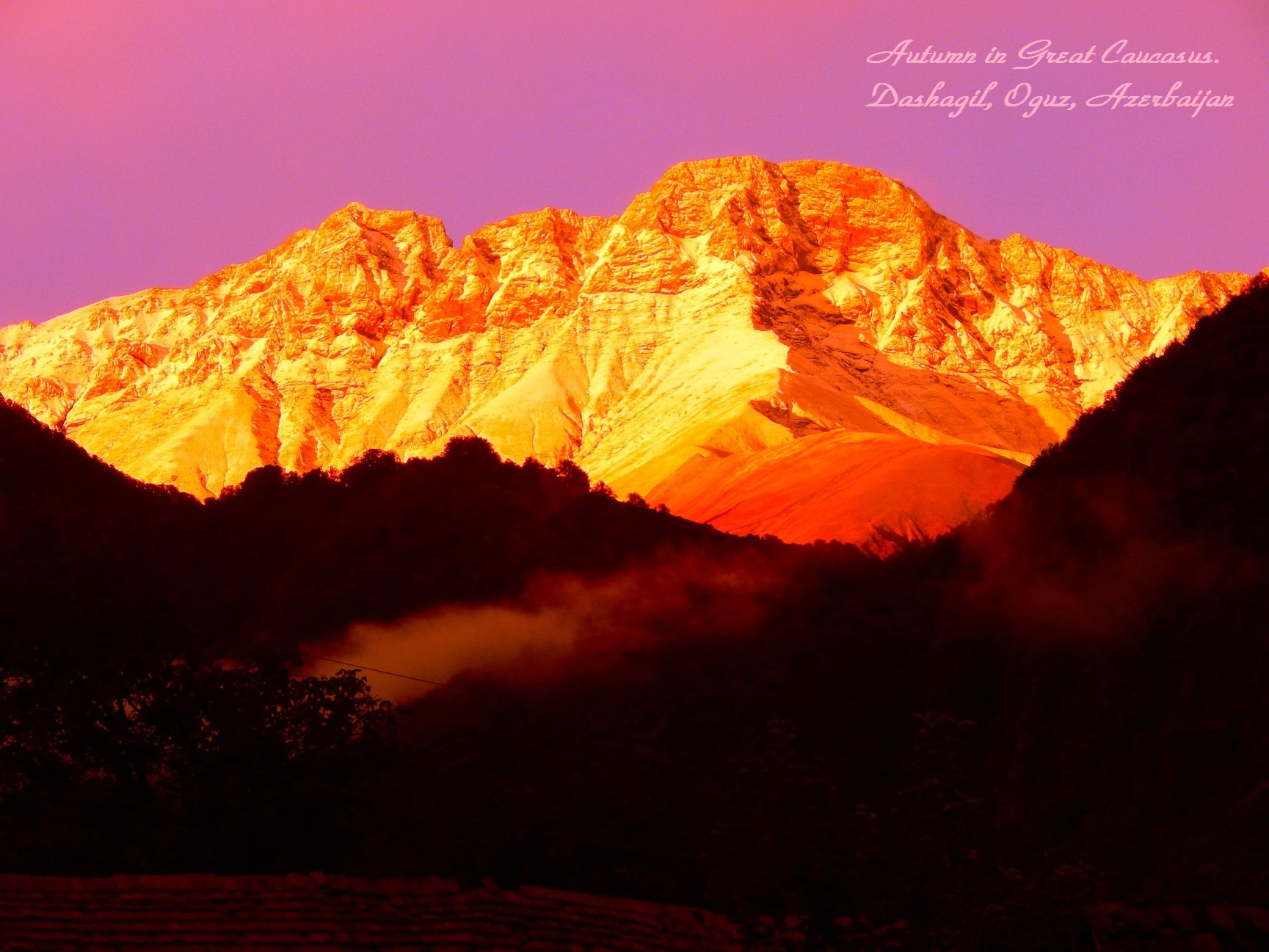
Цисир даг в Огузі

За результатами археологічних розкопок поблизу сіл Керімлі та Карабаглар знайдено останки доісторичної людини. Тут знайдено кам'яні статуетки, різноманітні знаряддя праці, предмети побуту.

Район входив до складу Гянджинської губернії, що існувала з 3 квітня 1952 року по 23 квітня 1953 року. Ця губернія ліквідована постановою Верховної Ради СРСР від 23 квітня 1953 року. У 1962—1964 рр. проведено адміністративно-територіальні реформи у зв'язку зі створенням сільськогосподарського відомства та створенням народного господарства на території СРСР. В результаті на базі великих районів утворилися промислові та сільськогосподарські райони. 4 січня 1963 року в Азербайджанській РСР створили 31 район і 7 міст на території шести міст з 50 районами. Відповідно до цього рішення створено місто Нуха (з 1968 року — Шаки), а села району входять до складу Варташенського району (згодом став Огузьким). Цю реформу скасували 6 січня 1965 року через неефективність. З цієї причини села, що входять до складу Варташенського району, підпорядкували Нуху. До 1961 року село Варташен було центром Варташенського району. Згідно з рішенням Верховної Ради Азербайджанської РСР у лютому 1991 року Варташен перейменовано в Огуз

## Населення
Згідно зі звітом Держкомстату, загальна кількість населення у 2010 році становила 37 тис. У 2018 році цей показник зріс на 7 тис. осіб.
| Регіони            | 2000 рік | 2001 рік | 2002 рік | 2003 рік | 2004 рік | 2005 рік | 2006 рік | 2007 рік | 2008 рік | 2009 рік | 2010 рік | 2011 рік | 2012 рік | 2013 рік | 2014 рік | 2015 рік | 2016 рік | 2017 рік | 2018 рік |
| Огузький район     | 37,0     | 37,3     | 37,7     | 38,1     | 38,4     | 38,8     | 39,3     | 39,6     | 39,9     | 40,2     | 40,5     | 40,9     | 41,3     | 41,7     | 42,1     | 42,6     | 43,1     | 43,5     | 44,0     |
| міське населення   | 6,5      | 6,5      | 6,5      | 6,6      | 6,6      | 6,7      | 6,8      | 6,9      | 6,9      | 6,9      | 6,9      | 7,0      | 7,0      | 7,0      | 7,1      | 7,2      | 7,2      | 7,3      | 7,4      |
| сільське населення | 30,5     | 30,8     | 31,2     | 31,5     | 31,8     | 32,1     | 32,5     | 32,7     | 33,0     | 33,3     | 33,6     | 33,9     | 34,3     | 34,7     | 35,0     | 35,4     | 35,9     | 36,2     | 36,6     |

### Етнічні групи
| Етнічна група    | За переписом 1999 р. | За переписом 1999 р. | За даними перепису 2009 р. | За даними перепису 2009 р. |
| Етнічна група    | Номер                | %                    | Номер                      | %                          |
| ---------------- | -------------------- | -------------------- | -------------------------- | -------------------------- |
| Всього           | 36 488               | 100,00               | 40 284                     | 100,00                     |
| азербайджанці    | 29 735               | 81,49                | 34 296                     | 85.14                      |
| лезгини          | 5 167                | 14.16                | 4 831                      | 11,99                      |
| турки-месхетинці | 1 021                | 2,80                 | 805                        | 2.00                       |
| росіяни          | 200                  | 0,55                 | 142                        | 0,35                       |
| євреї народ      | 179                  | 0,49                 | 85                         | 0,21                       |
| Уді люди         | 104                  | 0,29                 | 74                         | 0,18                       |
| курди            | . . .                | . . .                | 21                         | 0,05                       |
| татари           | 33                   | 0,09                 | 5                          | 0,01                       |
| українці         | 17                   | 0,05                 | . . .                      | . . .                      |
| авари            | 3                    | 0,01                 | . . .                      | . . .                      |
| інші             | 24                   | 0,07                 | 25                         | 0,06                       |

## Пам'ятки
В Огузькому районі функціонує 27 клубів, у тому числі 1 районний, 3 сільські будинки культури, ЦВК та її 31 відділення, обласний історико-етнографічний музей, музей Г. Алієва, дитяча музична школа, парк культури. В області налічується 39 пам'яток історії та культури, з яких 32 зареєстровані та взяті під державну охорону, а також включені до переліку пам'яток історії та культури, затвердженого постановою Кабінету Міністрів Азербайджанської Республіки від серпня. 2, 2001. 17 з цих пам'яток (з них 15 археологічних, 2 скульптурних) мають загальнодержавне значення, а 15 (з них 13 скульптурних, 2 археологічних) — місцевого значення.

## Галерея

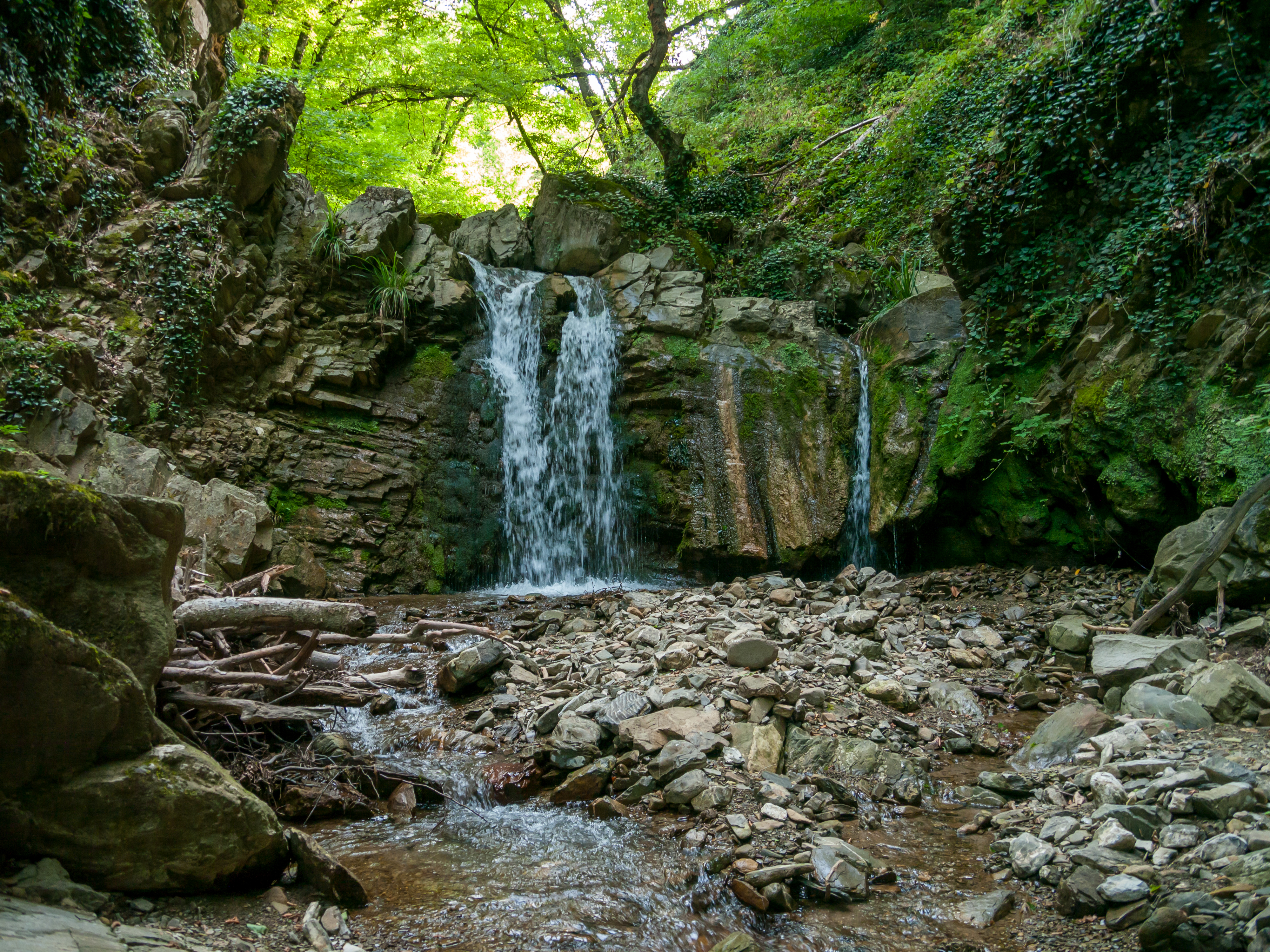
Водоспад у передгір'ях Великого Кавказу поблизу Огуза, Азербайджан
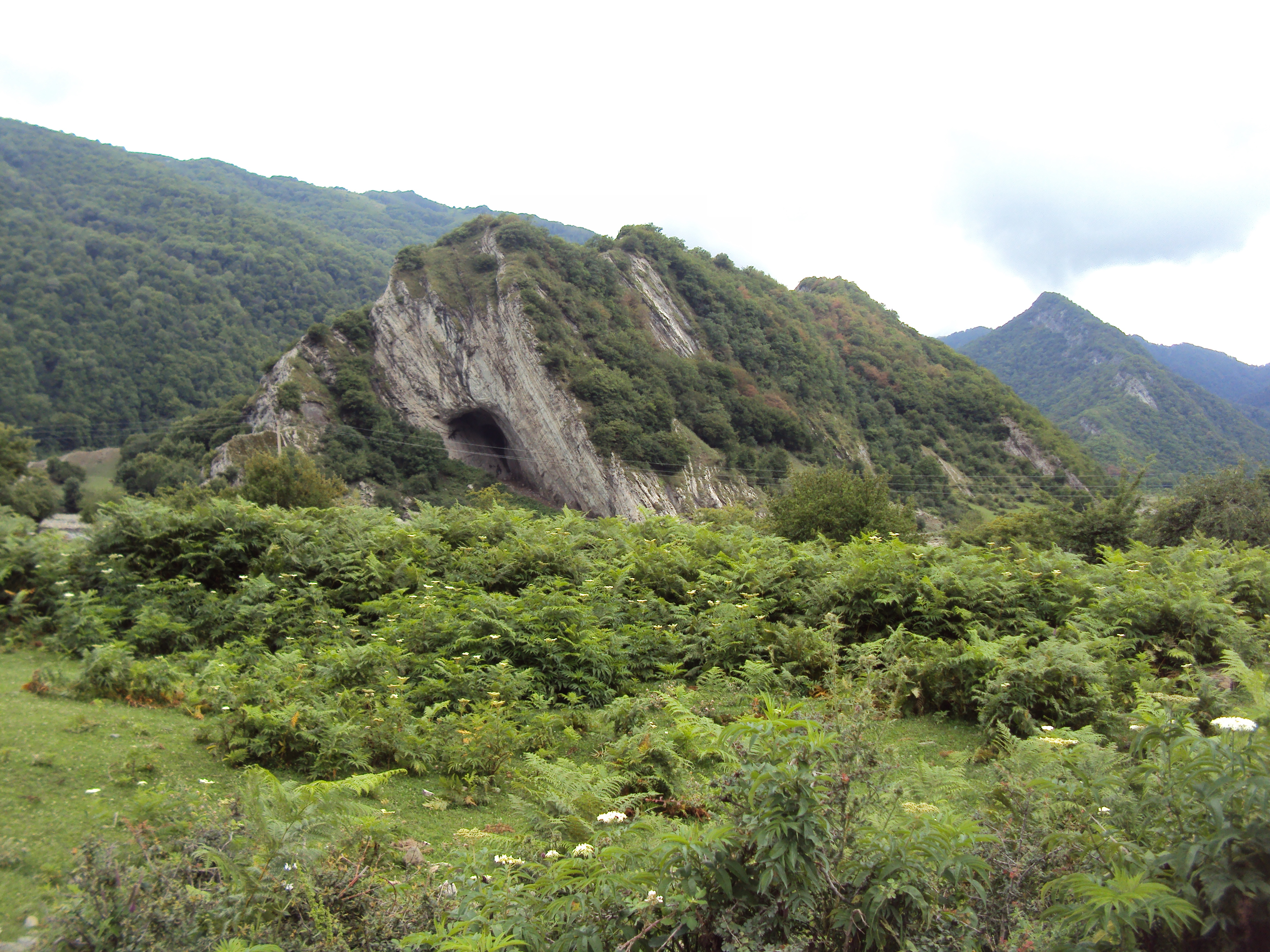
Вид на печеру Уган
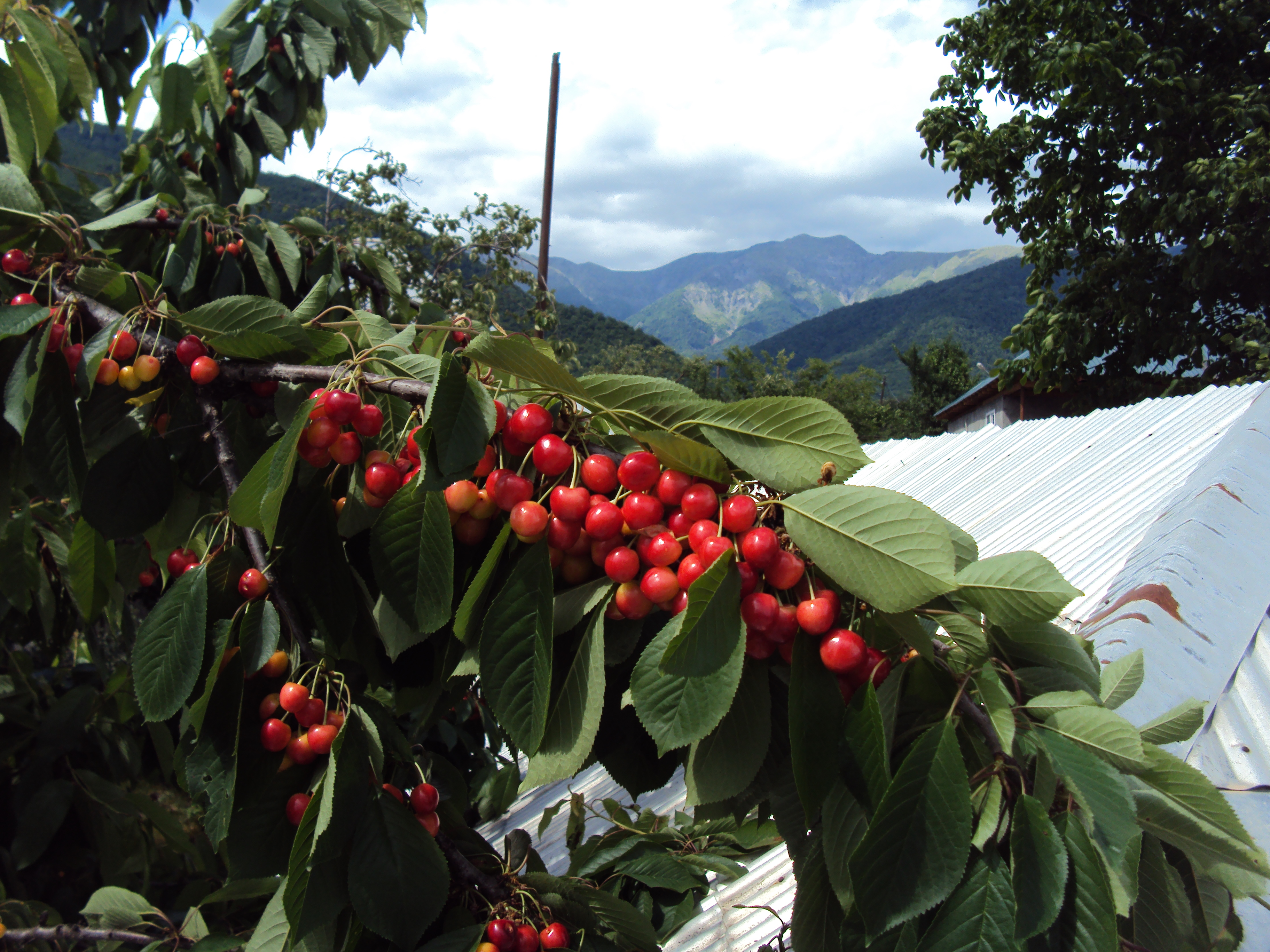
Місто Огуз. Вишня в травні
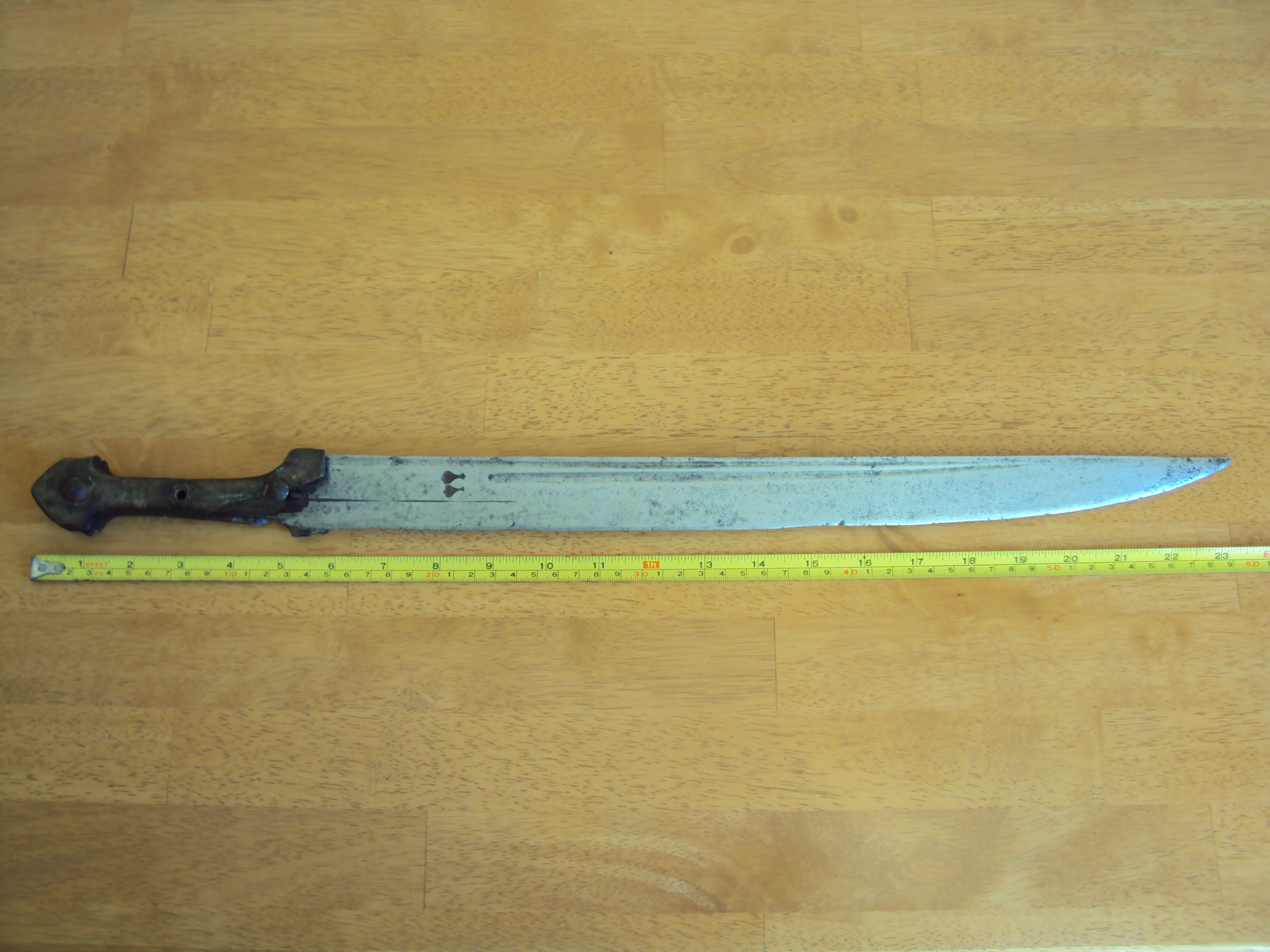
Стародавній меч, виготовлений в Огузі. На ньому вигравірувана емблема майстра.
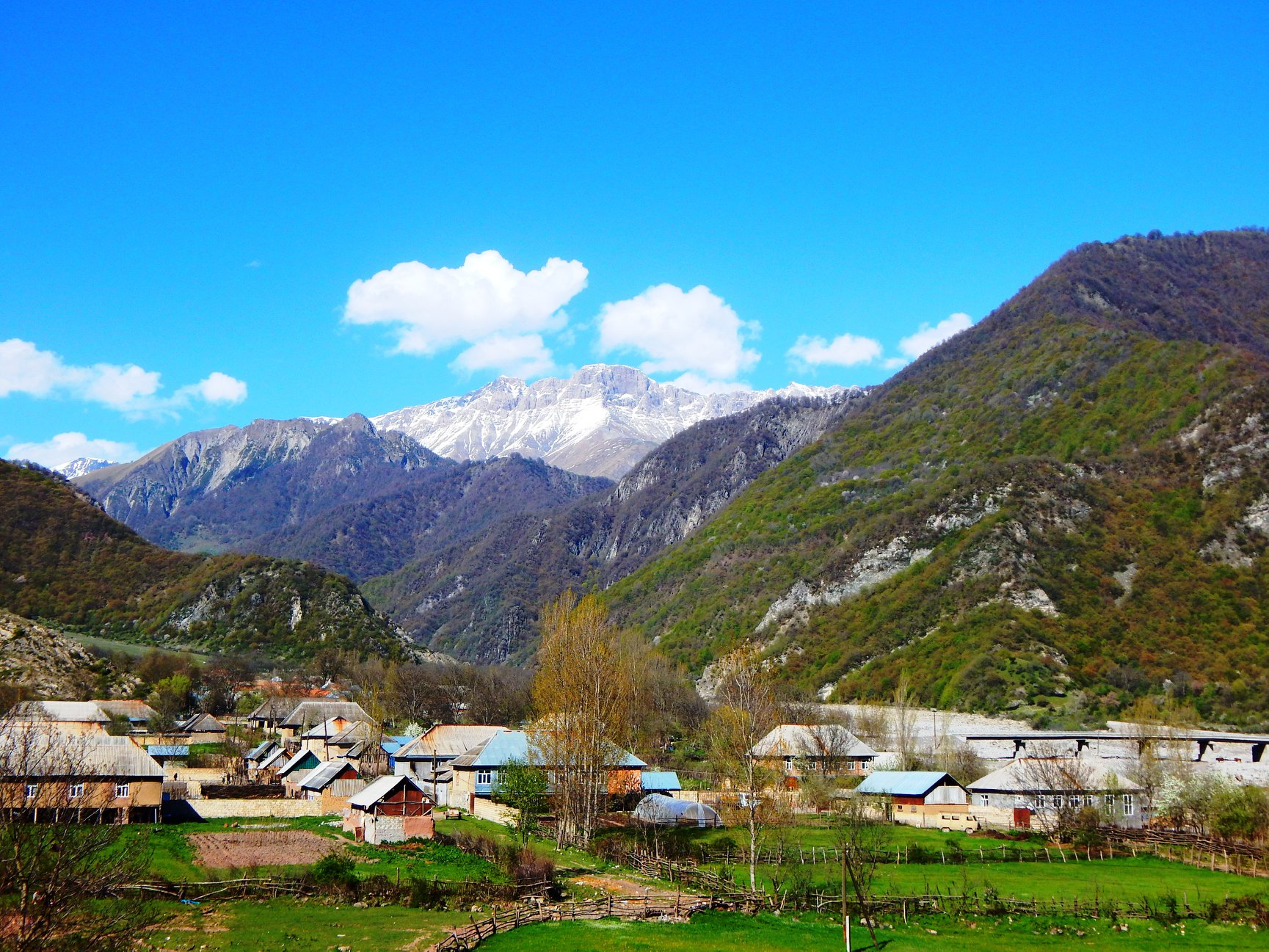
Ліси в селі Баш Дашагіл